# Mathieu Bragard
Mathieu Bragard (Bernister (Malmedy), 10 maart 1895 - Verviers, 19 juli 1952) was een Belgisch voetballer die speelde als aanvaller. Hij voetbalde in Eerste klasse bij CS Verviers en speelde zeven interlandwedstrijden met het Belgisch voetbalelftal waarmee hij in 1920 olympisch kampioen werd.

## Loopbaan
Bragard sloot zich in de zomer van 1911 aan als centervoor bij CS Verviers en speelde er als 16-jarige al enkele wedstrijden in het eerste elftal die op het einde van het seizoen kampioen werd in Tweede klasse. Het daaropvolgende seizoen verwierf hij een vaste basisplaats in de ploeg en scoorde hij 12 doelpunten.
In 1914, net voor het uitbreken van de Eerste Wereldoorlog, speelde Bragard zijn eerste wedstrijd  met het Belgisch voetbalelftal.
Na de hervatting van de voetbalcompetitie in 1919 beleefde Bragard zijn beste seizoenen. Hij was een vlotte scoorder en eindigde steeds in de top van de topschutterslijsten. Bragard speelde tot 1921 nog zes wedstrijden met de nationale ploeg en scoorde hierbij vijf doelpunten. Hij maakte deel uit van de ploeg die op de Olympische Zomerspelen 1920 in Antwerpen olympisch kampioen werd. Bragard speelde mee in de halve finale tegen Nederland, waarin hij scoorde, en in de finale tegen Tsjecho-Slowakije.
Bragard bleef nog in Eerste klasse voetballen tot in 1924, het moment dat Verviers terug naar Tweede klasse degradeerde. Hij speelde in totaal 132 wedstrijden in de hoogste afdeling en scoorde hierbij 61 doelpunten.
Na zijn voetbalcarrière nam hij de leiding op zich van de familiale onderneming die gespecialiseerd was in het vervaardigen van stoffen. In Verviers is een straat naar hem vernoemd.